# Energia nucleare in Repubblica Ceca
Nel 2011 l'energia nucleare nella Repubblica Ceca ha generato il 33% dell'energia elettrica prodotta in totale nel Paese.
A marzo 2010, sono presenti in questa nazione 2 centrali nucleari in funzione che dispongono complessivamente di 6 reattori operativi.
Non si stanno edificando nuove centrali nucleari.
Non vi sono centrali nucleari chiuse.
Il nucleare ceco è gestito dalla società ČEZ, una società al 70% di proprietà statale.

## Storia

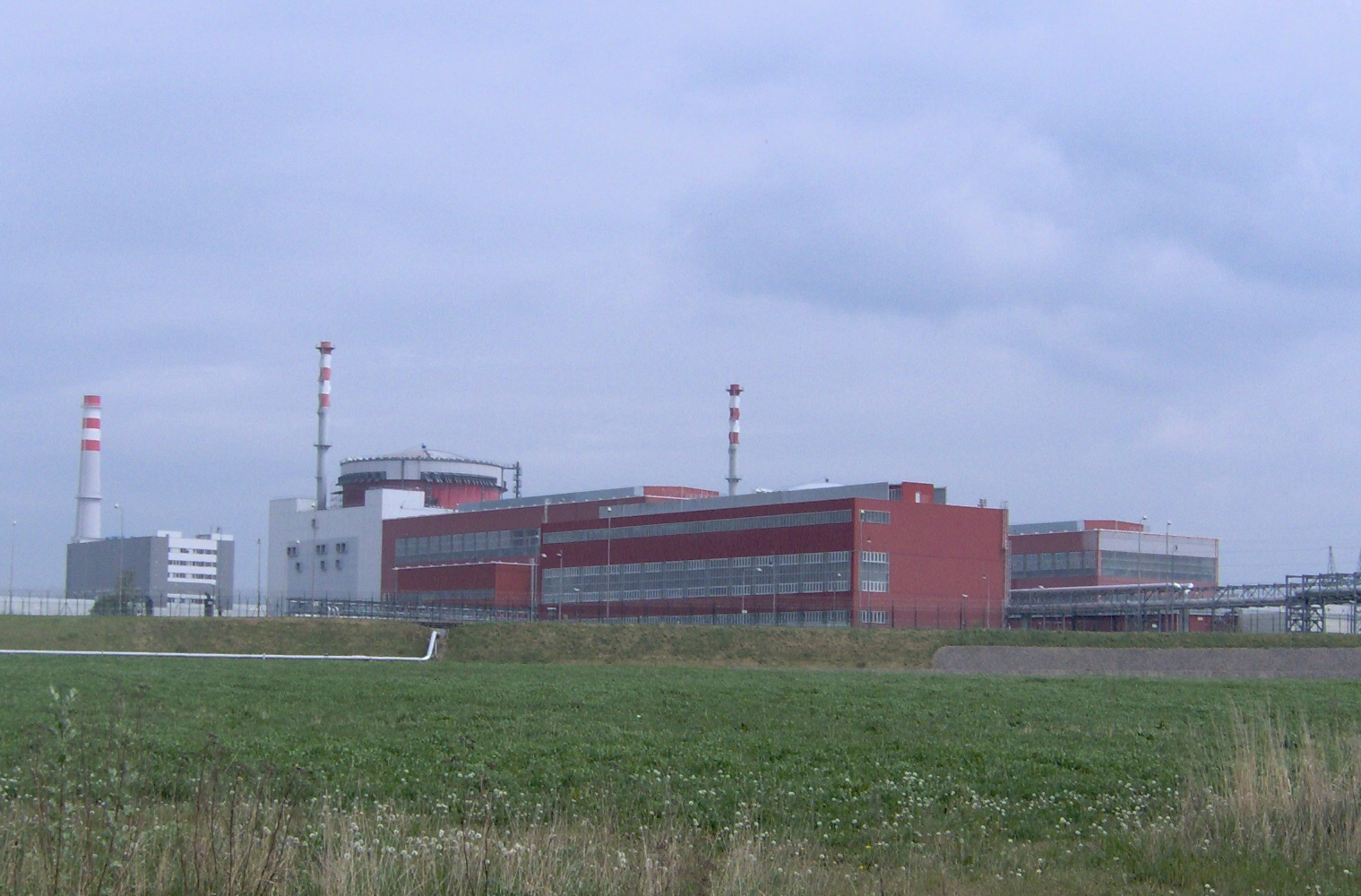
La centrale di Temelín.

Nel 1958 il governo della Cecoslovacchia inizia a decidere su un programma nucleare civile per elettroproduzione, costruendo il suo primo impianto nucleare composto da un reattore di tipologia HWGCR da 110 MW presso l'impianto di Bohunice, denominato reattore A1. Questo era stato costruito dalla Skoda fra il 1958 ed il 1972; fu chiuso nel 1977 a seguito di un incidente durante la ricarica del combustibile. A questo faranno seguito quattro reattori VVER440 nell'impianto di Dukovany.
Nel 1982 iniziò la costruzione del secondo impianto ceco, quello di Temelín, inizialmente era pianificato per quattro reattori VVER1000 di tipologia V-320, la Rivoluzione di velluto del 1989 interruppe i lavori dei reattori 3 e 4, a causa di aspre polemiche verso la costruzione dell'impianto, nel 1993 si decise di completare le unità 1 e 2, al cui completamento ha anche partecipato la Westinghouse per quanto inerente ai sistemi di controllo e sicurezza, oltre a fornire il primo combustibile nucleare per il funzionamento dei reattori. La centrale di Temelín supplisce al teleriscaldamento di una città a 5 km di distanza, mentre è allo studio l'espansione verso la città di České Budějovice e poi quella di Brno grazie all'impianto di Dukovany
Tutti gli impianti sono stati potenziati rispetto ai valori iniziali, e sono al vaglio ulteriori miglioramenti tramite la sostituzione di turbine o miglioramenti del combustibile o miglioramenti dei sistemi dei reattori. I reattori di Dukovany sono stati progettati per avere una vita operativa di 30 anni ma sono al vaglio programmi di estensione della vita operativa, inizialmente a 40 anni, tramite sostituzioni dei vari sistemi di sicurezza e controllo, mentre in fase di studio ulteriori piani per l'estensione della vita operativa a 60 anni

## Programma nucleare futuro
Nel 2004 la politica energetica statale delineava il fabbisogno di costruzione di due nuovi reattori, probabilmente il completamento dell'impianto di Temelín. Nel 2008 questi propositi si sono concretizzati nella proposta da parte di ČEZ di due reattori a Temelín per un totale di 3400MW massimi, con la costruzione del primo reattore che dovrebbe iniziare nel 2013 e la produzione commerciale nel 2020. Tutto il processo istituzionale e normativo per la costruzione dei due reattori è iniziato nell'agosto 2009, che è stato preceduto da una consultazione popolare che dava un'approvazione del 77% della popolazione verso la costruzione dei nuovi reattori. A marzo 2010 è stata scelta una rosa di possibili fornitori: Westinghouse, una joint venture cappeggiata da Atomstroyexport ed Areva; la decisione finale è attesa per il 2011 e la firma del contratto per l'inizio del 2012. La ČEZ ha detto che questo contratto potrebbe includere anche l'opzione di fornitura di tre o più reattori per altri impianti nel paese o per l'Europa.
Parallelamente a questo è allo studio l'ampliamento dell'impianto di Dukovany. In aggiunta a ciò, il governo ceco è intenzionato a portare il contributo del nucleare negli anni successivi a sopperire all'80% del fabbisogno nazionale elettrico, rendendo la repubblica come lo Stato più nuclearizzato al mondo, surclassando la Francia ferma attualmente al 75%.

## Ciclo del combustibile
La Repubblica Ceca ha supplito alle sue richieste di uranio tramite la produzione nazionale, l'arricchimento e la fabbricazione sono però forniti dalla compagnia russa TVEL o dalla Westinghouse (solo per i primi carichi di combustibile dell'impianto di Temelín)

## Reattori di ricerca
L'Istituto di ricerche nucleari di Řež ceco fu fondato nel 1955 dietro un accordo fra la Cecoslovacchia e l'Unione Sovietica, successivamente l'istituto fu accorpato dentro l'Accademia cecoslovacca delle scienze. L'istituto è localizzato nel villaggio di Řež nel comune di Husinec in Boemia Centrale ad 11 km da Praga. Nel 1992 l'istituto fu privatizzato ed ora è posseduto da ČEZ (52.4%), Slovenské Elektrárne a.s. (27.8%), Škoda (17.4%) e la municipalità di Husinec (2.4%). In questo istituto sono presenti due reattori, un LVR-15 da 10MW andato in criticità nel 1957 ed un LR-0 da 5kW andato in criticità nel 1982. Presso l'Università tecnica della Repubblica Ceca a praga è presente un terzo reattore, lo VR-1 Sparrow da 5kW e critico dal 1990, funzionante in origine ad uranio ad alto arricchimento ed ora ad uranio a basso arricchimento.

## Gestione dei rifiuti e depositi geologici
Non esiste nessuna politica nazionale per il riprocessamento del combustibile, la decisione è affidata alla ČEZ che non vede al momento come una soluzione economicamente conveniente. La ČEZ è responsabile per tutto il processo di smaltimento e stoccaggio di tutti i rifiuti, fino alla creazione del deposito radiologico nazionale sotto la supervisione dell'ente per il controllo radiologico nazionale RAWRA. Tutto il combustibile usato è stoccato presso gli impianti, il combustibile esaurito di Dukovany era stato presso un deposito intermedio situato presso l'impianto di Bohunice (ora in Slovacchia); a causa della dissoluzione della dissoluzione della Cecoslovacchia fu costruito un deposito presso Dukovany, nel 1995 fu costruito un secondo deposito. Presso Temelín è iniziata nel 2009 la costruzione di un deposito a secco che è previsto iniziare a funzionare nel corso del 2010
All'inizio del 2000, la proprietà dei tre depositi del paese (presso Dukovany, Richard e Bratrstvi) - sono stati trasferiti allo Stato sotto la gestione del RAWRA. Rifiuti da applicazioni non per produzione di energia elettrica vengono messi nei depositi di Richard e Bratrstvi, il deposito di Dukovany è il più grande ed è studiato specificamente per lo smaltimento dei rifiuti di medio e basso livello delle centrali nucleari. I 55.000m3 di volume di stoccaggio sono previsti essere sufficienti per tutta la vita operativa degli impianti.
La costruzione di un deposito per i rifiuti di alto livello è di responsabilità del RAWRA, la selezione del sito è prevista essere fatta nel 2015, la costruzione iniziare nel 2050 e l'inizio del suo sfruttamento nel 2065. Un possibile sito è Skalka, nel sud della Moravia, sito già individuato alla fine del 1990 come sito in alternativa alla costruzione dei depositi di Dukovany e Temelín.
Per sopperire a tutti i costi di smaltimento delle scorie radioattive una legge del 2002 ha imposto alla ČEZ di accantonare dei fondi per la loro gestione e per il decommissioning degli impianti, che sono gestiti dalla Banca Nazionale Ceca, i fondi accantonati ammontano a 0.002€/kWh. La supervisione dell'adeguatezza dei fondi è sotto la supervisione del RAWRA

## Produzione di uranio
La Repubblica Ceca è un piccolo produttore di uranio, con circa 400t prodotte ogni anno; la sua produzione storica al 2006 è di 109.845t. Possiede piccole risorse uranifere, pari a 700t a <130$/kg nel "Red Book" del 2007.
La produzione di uranio in Repubblica Ceca è diminuita molto velocemente negli anni novanta da 2500t a circa 300-600t/y a causa del collasso dell'Unione Sovietica e dalla diminuzione del costo del minerale. L'ultima miniera, presso il deposito di Rožná presso il comune di Dolní Rožínka era stata proposta per la chiusura nel 2003, ma il nuovo aumento del prezzo dell'uranio ha cambiato i programmi. Nel 2007 la compagnia australiana Uran Ldt fece una offerta per partecipare al deposito di Rožná, ma la proposta è stata rigettata in favore di piani di produzione locali; la compagnia Diamo ha infatti confermato le sue intenzioni di espansione della miniera oltre i 1200m di profondità odierni se saranno scoperte ulteriori riserve.

## Centrali nucleari
Tutti i dati della tabella sono aggiornati a maggio 2018
| Reattori operativi |                    |           |                    |                                    |                                   |                        |
| Centrale | Potenza netta (MW) | Tipologia | Inizio costruzione | Allacciamento alla rete            | Produzione commerciale            | Dismissione (prevista) |
| Dukovany (Reattore 1) | 468                | VVER440   | 1º gennaio 1979    | 24 febbraio 1985                   | 3 maggio 1985                     | 2025                   |
| Dukovany (Reattore 2) | 471                | VVER440   | 1º gennaio 1979    | 30 gennaio 1986                    | 21 maggio 1986                    | 2026                   |
| Dukovany (Reattore 3) | 468                | VVER440   | 1º marzo 1979      | 14 novembre 1986                   | 20 dicembre 1986                  | 2026                   |
| Dukovany (Reattore 4) | 471                | VVER440   | 1º marzo 1979      | 16 giugno 1987                     | 19 luglio 1987                    | 2027                   |
| Temelín (Reattore 1) | 1026               | VVER1000  | 1º febbraio 1987   | 21 dicembre 2000                   | 10 giugno 2002                    | 2042                   |
| Temelín (Reattore 2) | 1026               | VVER1000  | 1º febbraio 1987   | 29 dicembre 2002                   | 18 aprile 2003                    | 2043                   |
| Totale: 6 reattori per complessivi 3.930 MW |                    |           |                    |                                    |                                   |                        |
| Reattori in costruzione |                    |           |                    |                                    |                                   |                        |
| Centrale | Potenza netta (MW) | Tipologia | Inizio costruzione | Allacciamento alla rete (previsto) | Produzione commerciale (prevista) | Costo (stimato)        |
| Totale: 0 reattori per complessivi 0 MW |                    |           |                    |                                    |                                   |                        |
| Reattori pianificati ed in fase di proposta |                    |           |                    |                                    |                                   |                        |
| Totale programmati: 2 reattori per 2.400 MW complessivi Totale proposti: 1 reattori per complessivi 1.200 MW                                                        |                    |           |                    |                                    |                                   |                        |
| Reattori dismessi |                    |           |                    |                                    |                                   |                        |
| Nessuno |                    |           |                    |                                    |                                   |                        |
| NOTE: - La normativa in vigore prevede la possibilità di sostituzione e/o aumento del parco reattori al termine del ciclo vitale degli impianti ancora in funzione. |                    |           |                    |                                    |                                   |                        |